# Ignasi Sabater i Poch
Ignasi Sabater i Poch (Verges, 1980) és professor de secundària català. Ha estat durant 8 anys l’alcalde del poble de Verges per la CUP. Llicenciat en filologia catalana, treballa com a professor de llengua i literatura en un institut de secundària.
El 2015 un grup de veïns del poble van encetar una nova candidatura, sota el paraigües de la CUP i van guanyar per majoria absoluta.
El 16 de gener de 2019 fou detingut per la policia espanyola, acusat d'un presumpte delicte de desordres públics amb relació a les manifestacions de l'1 d'octubre de 2018 a Girona. Va sortir en llibertat amb càrrecs hores després, argumentant que aquell dia ell estava fent classe amb els seus alumnes. A les eleccions municipals de 2019, va revalidar la seva majoria absoluta.
El juliol del mateix any, el jutjat d'instrucció número 2 de la Bisbal d'Empordà va arxivar la causa.